# Racovița (Vâlcea)
Pour les articles homonymes, voir Racovița.
Racovița est une commune du județ de Vâlcea en Roumanie.